# Apollo et Hyacinthus

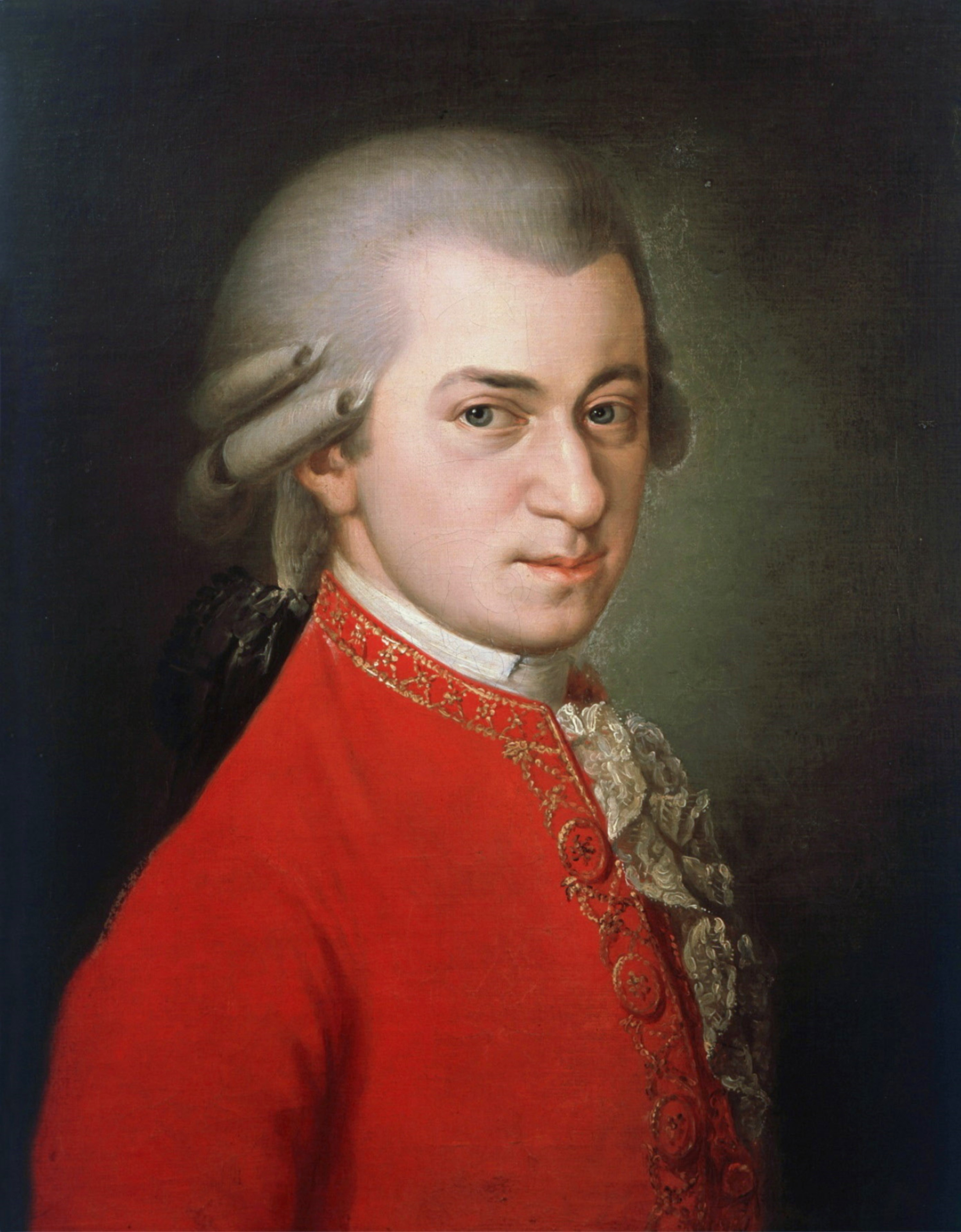
Wolfgang Amadeus Mozart

Apollo et Hyacinthus seru Hyacinthi Metamorphosis (K. 38) är en opera (latinsk skolkomedi) i tre akter med musik av Wolfgang Amadeus Mozart och ett libretto på latin av Rufinus Widl efter Ovidius epos Metamorfoser om Hyakinthos och Apollon.

## Historia
Latinska pjäser med insprängda musiknummer var en gammal tradition på Benediktineruniversitetet i Salzburg. Mozarts far Leopold hade själv studerat där och haft flera elever inskrivna på skolan. Mozarts första kontakt med universitetet var vid fem års ålder, 1 och 3 september 1761, då han medverkade som statist i Jakob Anton Wimmer och Johann Ernst Eberlins latinska drama Sigismundes Hungariae Rex. Även om Mozart ofta var involverad i universitetets sysslor så var han aldrig antagen som student.
Mozart var bara 11 år men hade redan gjort sig ett namn som underbarn i Europa och fick nu en beställning från skolan. Sopran- och altpartierna sjöngs av pojkar från skolan, tenorpartiet av en 22-årig student medan öppningskören förmodligen framfördes av de andra solisterna. Till skillnad från Mozarts första dramatiska verk (kantaten Die Schuldigkeit des ersten Gebots som hade uppförts två månader tidigare) iscensattes Apollo et Hyacinthus med scenerier och sceneffekter. Mozart arbetade på operan mellan mars och april 1767 och den hade premiär den 13 maj 1767 i universitetets stora aula. Operan blev en stor succé men framfördes endast en gång under Mozarts levnad.
Apollo et Hyacinthus var del av ett mycket större verk, vilket har orsakat debatt huruvida verket kan anses vara Mozarts första 'operaverk'. Många historiker anser det vara operamässigt då det är ett världsligt drama bestående av fem arior, två duetter, en kör och en trio sammanbundna med recitativ. Operan var del av en årlig terminstradition av 'final comoedia' och hade inte ens en titel förrän Mozarts syster Nannerl förde in det i faderns katalog över sonens tidiga verk med titeln Apollo und Hyacinth efter kompositörens död. Det var sedvänja vid universitetet att framföra korta musikdramer eller 'intermedia' insprängda mellan akterna till större pjäser. Vid detta tillfälle var det en tragedi i fem akter, Clementia Croesi, skriven av universitetets filosofiprofessor Rufinius Widl. Tragedin och Mozarts intermedia var utformade av Widl så att de delade allmänna motiv och teman. Widls tragedi handlade om det olyckliga dödsfallet till kungen av Lydiens son medelst ett kastat spjut. Mozarts verk har paralleller genom en historia först återberättad av Euripides. I originalhistorien råkar Apollon av misstag döda sin älskare, en pojke vid namn Hyacinth, med en kastad diskus. Diskuskastet gjordes på uppmaning av Apollons rival, vindguden Zefyros, som var svartsjuk på hans relation med Hyakinthos. Den sörjande Apollon fick därefter en vacker blomma att blomstra på Hyakinthos grav. Widl behöll ramhandlingen men strök det kontroversiella ämnet med ett homosexuellt triangeldrama genom att lägga till två nya karaktärer: Hyacinths fader Oebalus och hans syster Melia, föremålet för Apollons kärlek och Zefyros svartsjuka.

## Om operan

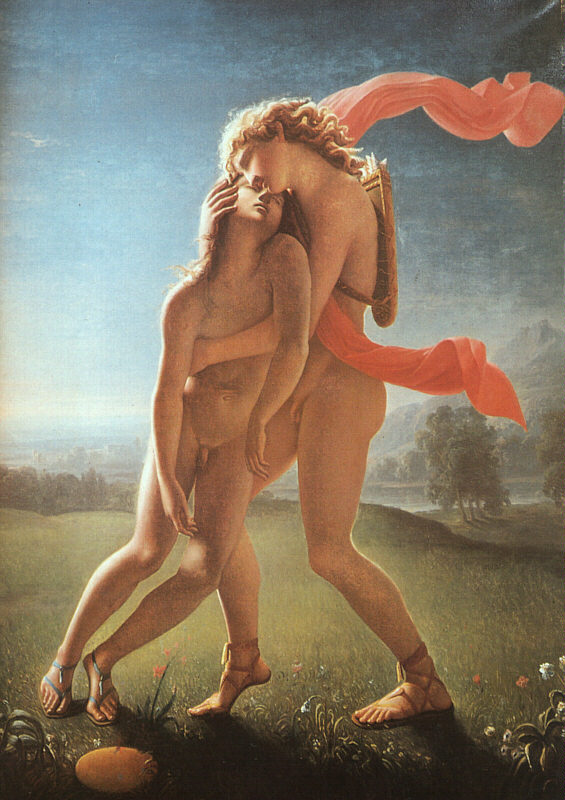
Hyacinthos död målad av Jean Broc 1801.

Operan består av en inledning (intrada) och nio sångnummer (en kör, fem arior, två duetter och en terzett) utöver recitativ). Orkestern består av två oboer, två valthorn, stråkar och basso continuo.
De flesta arior i operan består av känslolägen berättade i recitativen. Majoriteten av dessa är da capoarior som upprepar text och musik från A-delen omedelbart efter en kontrasterande B-del. Ibland utesluter emellertid Mozart upprepningarna; till exempel i Apollons korta aria i E-Dur som avslutar prologen med en instrumentell ritornell men ingen upprepning av texten. De mest imponerade numren i operan torde vara de med flera karaktärer inblandade. Dessa stycken visar på ett säkert handlag av 1700-talets teknik vad gäller dramatisk komponerande från den 11-årige Mozart. Duetten i C-Dur mellan Oebalus och Melia är en enastående komposition med en genomkomponerad stil vad gäller lockande orkestereffekter – såsom dämpade violiner, under vilka resten av stråksektionen spelar pizzicato. Scenen som inleder andra kören är där Hyacinth dör i sin faders närvaro. Detta styce är ett briljant exempel på musikens dramatiska funktion och även det första exemplet på ackompanjerad recitativ i Mozarts musik.

## Personer
| Roller                         | Röstläge                | Premiärbesättning         |
| ------------------------------ | ----------------------- | ------------------------- |
| Oebalus, Kung av Lacedaemonia  | tenor                   | Mattias Stadler: 22 år    |
| Melia, Oebalus dotter          | Gossopran (en travesti) | Felix Fuchs: 15 år        |
| Hyacinthus, Oebalus son        | gossoperan              | Christian Enzinger: 12 år |
| Apollo                         | gosskontraalt           | Johann Ernst: 12 år       |
| Zephyrus, Hyacinthus förtrogne | gosskontraalt           | Joseph Vonderthon: 17 år  |
| Apollon överstepräst           | bas                     | Joseph Brundl: 18 år      |
| Apollon andrepräst             | bas                     | Jakob Moser: 16 år        |

## Handling

### Akt I
Kung Oebalud och hans son Hyacinthus förbereder offret till guden Apollo. När plötsligt blixtar förstör altaret fruktar de gudens vrede, men Apollo själv anländer och lovar Hyacinthus vänskap. När Apollo ser Hyacinthus syster Melia blir han genast förälskad.

### Akt II
Melias glädje inför utsikten att gifta sig med en gud grusas av Zephyrus som meddelar att Apollo har dödat Hyacinthus med sin diskus. Apollo anländer i raseri. Zephyrus förvandlar sig till en vind och försvinner. Melia vägrar att höra på Apollos förklaring och beordrar honom att lämna henne.

### Akt III
Med sitt sista andetag berättar Hyacinthus för fadern att det var den svartsjuke Zephyrus som dödade honom. Kungen och Melia sörjer den döde och deras behandling av Apollo. Men Apollo återvänder på grund av sin kärlek till Melia. Han täcker Hyacinthus grav med de blommor som hädanefter skall bära hans namn.